# Grohman Narrows Park
Grohman Narrows Park är en park i Kanada.   Den ligger i provinsen British Columbia, i den södra delen av landet, 3 100 km väster om huvudstaden Ottawa. Grohman Narrows Park ligger 530 meter över havet. Den ligger vid sjön Kootenay Lake.
Terrängen runt Grohman Narrows Park är bergig norrut, men söderut är den kuperad. Grohman Narrows Park ligger nere i en dal. Trakten runt Grohman Narrows Park är nära nog obefolkad, med mindre än två invånare per kvadratkilometer.. Närmaste större samhälle är Nelson, 4,8 km öster om Grohman Narrows Park.
I omgivningarna runt Grohman Narrows Park växer i huvudsak barrskog.